# Marco Ceyonio Silvano
Marco Ceyonio Silvano  fue un senador romano del siglo II, que desarrolló su cursus honorum bajo los imperios de Adriano, Antonino Pío.

## Familia
Era nieto de Lucio Ceyonio Cómodo, consul ordinarius en 106, bajo Trajano, sobrino de Lucio Elio César, consul ordinarius en 136 y 137 y heredero de Adriano, y primo del futuro coemperador Lucio Vero, y por lo tanto formaba parte de la familia imperial.

## Carrera pública
Su carrera nos es desconocida, excepto porque fue consul ordinarius en el año 156.